# 卢蒙
卢蒙（法語：Loupmont，法語發音：[lumɔ̃]）是法国默兹省的一个市镇，属于科梅尔西区。

## 地理
卢蒙（48°52'14"N, 5°40'26"E）面积10.33 平方千米，位于法国大東部大區默兹省，该省份为法国西北部内陆省份，北与比利时接壤，西接马恩省和阿登省，南至上马恩省和孚日省，东临默尔特-摩泽尔省。
与卢蒙接壤的市镇（或旧市镇、城区）包括：克西夫赖和马尔瓦桑、阿普勒蒙拉福雷、马德河畔布孔维尔、比克西耶尔-苏莱科特、蒙塞克、瓦尔内维尔。

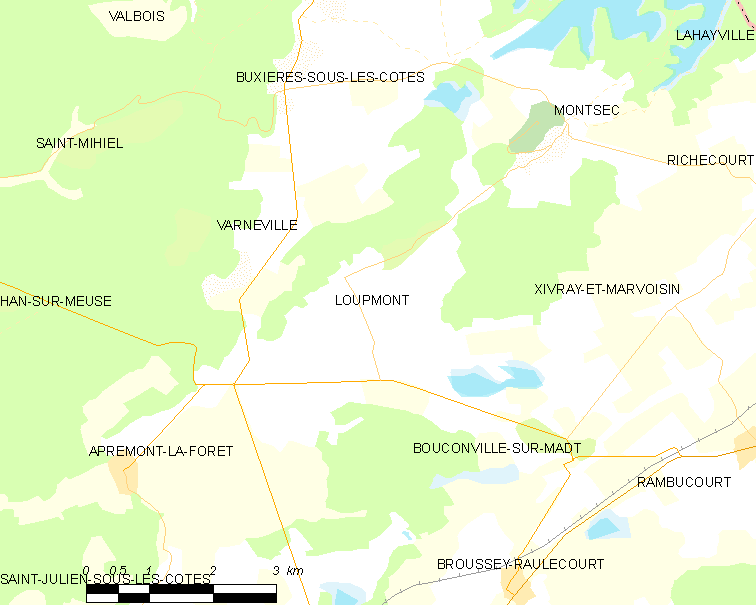
卢蒙的OSM定位图

卢蒙的时区为UTC+01:00、UTC+02:00（夏令时）。

## 行政
卢蒙的邮政编码为55300，INSEE市镇编码为55303。

## 政治
卢蒙所属的省级选区为圣米耶勒县。

## 人口

1962-2008年间卢蒙人口变化图示

卢蒙于2022年1月1日时的人口数量为73人。